# Saison 3 de Good Doctor
Chronologie
Saison 2 Saison 4
Cet article présente le guide des épisodes de la troisième saison de la série télévisée américaine Good Doctor.

## Généralités
- Aux États-Unis, cette troisième saison est diffusée depuis le 23 septembre 2019 sur le réseau ABC.
- Au Canada, la saison est diffusée en simultané sur le réseau CTV et trois heures à l'avance sur la station atlantique de CTV.
- En France, la saison est diffusée dès le 6 novembre 2019 sur TF1.
- En Belgique, la saison est diffusée dès le 31 octobre 2019 sur La Une et est disponible en intégralité sur Auvio dès le 30 juillet 2020.

## Distribution

### Acteurs principaux
- Freddie Highmore (VF : Antoine Schoumsky) : Dr Shaun Murphy
- Antonia Thomas (VF : Aurélie Konaté) : Dr Claire Browne
- Nicholas Gonzalez (VF : Stéphane Fourreau) : Dr Neil Melendez
- Hill Harper (VF : Daniel Njo Lobé) : Dr Marcus Andrews
- Richard Schiff (VF : Gabriel Le Doze) : Dr Aaron Glassman
- Christina Chang (VF : Danièle Douet) : Dr Audrey Lim
- Fiona Gubelmann (VF : Aurore Bonjour) : Dr Morgan Reznick
- Will Yun Lee (VF : Olivier Chauvel) : Dr Alex Park
- Paige Spara (VF : Adeline Moreau) : Lea Dilallo
- Jasika Nicole (VF : Amélia Ewu) : Dr Carly Lever[1]

### Acteurs récurrents et invités
- Tamlyn Tomita (VF : Yumi Fujimori) : Allegra Aoki (épisode 1)
- Sharon Leal (VF : Annie Milon) : Breeze Browne, la mère de Claire (épisodes 2 et 3)
- Robert Sean Leonard (VF : Pierre Tessier) : Shamus O'Malley, un patient[2] (épisode 3)

## Épisodes

### Épisode 1:Shaun et l'amour
- États-Unis /  Canada : 23 septembre 2019 sur ABC[3] / CTV
- Belgique : 31 octobre 2019 sur La Une
- Suisse : 3 novembre 2019 sur RTS Un
- France : 6 novembre 2019 sur TF1[4]

- États-Unis : 6,26 millions de téléspectateurs[5] (première diffusion)
- Canada : 2,585 millions de téléspectateurs[6] (première diffusion + différé 7 jours)
- France : 4,54 millions de téléspectateurs[7](première diffusion)

### Épisode 2:Le Prix fort
- États-Unis /  Canada : 30 septembre 2019 sur ABC / CTV
- Belgique : 31 octobre 2019 sur La Une
- Suisse : 3 novembre 2019 sur RTS Un
- France : 6 novembre 2019 sur TF1[4]

- États-Unis : 6,07 millions de téléspectateurs[8] (première diffusion)
- Canada : 2,444 millions de téléspectateurs[9] (première diffusion + différé 7 jours)
- France : 3,98 millions de téléspectateurs[7](première diffusion)

### Épisode 3:L'Épreuve de Claire
- États-Unis /  Canada : 7 octobre 2019 sur ABC / CTV
- France : 13 novembre 2019 sur TF1[10]
- Belgique : 7 novembre 2019 sur La Une

- États-Unis : 5,59 millions de téléspectateurs[11] (première diffusion)
- Canada : 2,385 millions de téléspectateurs[12] (première diffusion + différé 7 jours)
- France : 4,18 millions de téléspectateurs[13] (première diffusion)

Robert Sean Leonard (Shamus O'Malley)

### Épisode 4:Tendre la main
- États-Unis /  Canada : 14 octobre 2019 sur ABC / CTV
- France : 13 novembre 2019 sur TF1[10]
- Belgique : 7 novembre 2019 sur La Une

- États-Unis : 5,73 millions de téléspectateurs[14] (première diffusion)
- Canada : 2,211 millions de téléspectateurs[15] (première diffusion + différé 7 jours)
- France : 3,67 millions de téléspectateurs[13](première diffusion)

### Épisode 5:DrShaun Murphy
- Canada : 20 octobre 2019 sur CTV
- États-Unis : 21 octobre 2019 sur ABC
- Belgique : 15 novembre 2019 sur La une
- France : 20 novembre 2019 sur TF1[16]

- États-Unis : 5,54 millions de téléspectateurs[17] (première diffusion)
- Canada : 1,895 million de téléspectateurs[15] (première diffusion + différé 7 jours)

### Épisode 6:L'Art de demander pardon
- États-Unis /  Canada : 4 novembre 2019 sur ABC / CTV
- Belgique : 15 novembre 2019 sur La une
- France : 20 novembre 2019 sur TF1[16]

- États-Unis : 5,08 millions de téléspectateurs[18] (première diffusion)

### Épisode 7:Sortir de sa bulle
- États-Unis /  Canada : 11 novembre 2019 sur ABC / CTV
- Belgique : 30 juillet 2020 sur Auvio
- France : 22 septembre 2020 sur TF1

- États-Unis : 5,93 millions de téléspectateurs[19] (première diffusion)

### Épisode 8:L'heure des choix
- États-Unis /  Canada : 18 novembre 2019 sur ABC / CTV
- Belgique : 30 juillet 2020 sur Auvio
- France : 22 septembre 2020 sur TF1

- États-Unis : 5,49 millions de téléspectateurs[20] (première diffusion)

### Épisode 9:Inachevé
- États-Unis /  Canada : 25 novembre 2019 sur ABC / CTV
- Belgique : 30 juillet 2020 sur Auvio
- France : 29 septembre 2020 sur TF1

- États-Unis : 5,86 millions de téléspectateurs[21] (première diffusion)

### Épisode 10:Défaite de famille
- États-Unis /  Canada : 2 décembre 2019 sur ABC / CTV
- Belgique : 30 juillet 2020 sur Auvio
- France : 29 septembre 2020 sur TF1

- États-Unis : 6,11 millions de téléspectateurs[22] (première diffusion)

### Épisode 11:Ouvrir son cœur
- États-Unis /  Canada : 13 janvier 2020 sur ABC / CTV
- Belgique : 30 juillet 2020 sur Auvio
- France : 6 octobre 2020 sur TF1

- États-Unis : 5,09 millions de téléspectateurs[23] (première diffusion)

### Épisode 12:La toute première fois
- États-Unis /  Canada : 20 janvier 2020 sur ABC / CTV
- Belgique : 30 juillet 2020 sur Auvio
- France : 6 octobre 2020 sur TF1

- États-Unis : 5,44 millions de téléspectateurs[24] (première diffusion)

### Épisode 13:Choisir sa vie
- États-Unis /  Canada : 27 janvier 2020 sur ABC / CTV
- Belgique : 30 juillet 2020 sur Auvio
- France : 13 octobre 2020 sur TF1

- États-Unis : 5,69 millions de téléspectateurs[25] (première diffusion)

### Épisode 14:Guerres d'influence
- États-Unis /  Canada : 10 février 2020 sur ABC / CTV
- Belgique : 30 juillet 2020 sur Auvio
- France : 13 octobre 2020 sur TF1

### Épisode 15:Communication non verbale
- États-Unis /  Canada : 17 février 2020 sur ABC / CTV
- Belgique : 30 juillet 2020 sur Auvio
- France : 20 octobre 2020 sur TF1

 États-Unis : 5,23 millions de téléspectateurs

### Épisode 16:Psy et autopsie
- États-Unis /  Canada : 24 février 2020 sur ABC / CTV
- Belgique : 30 juillet 2020 sur Auvio
- France : 20 octobre 2020 sur TF1

### Épisode 17:Solutions efficaces
- États-Unis /  Canada : 2 mars 2020 sur ABC / CTV
- Belgique : 30 juillet 2020 sur Auvio
- France : 27 octobre 2020 sur TF1

### Épisode 18:Cœurs brisés
- États-Unis /  Canada : 9 mars 2020 sur ABC / CTV
- Belgique : 30 juillet 2020 sur Auvio
- France : 27 octobre 2020 sur TF1

### Épisode 19:Tremblement de terre partie 1
- États-Unis /  Canada : 23 mars 2020 sur ABC / CTV
- Belgique : 30 juillet 2020 sur Auvio
- France : 3 novembre 2020 sur TF1
- Suisse : 31 octobre 2020 sur RTS Un

- Marin Ireland (Vera Bernard)

### Épisode 20:Tremblement de terre partie 2
- États-Unis /  Canada : 30 mars 2020 sur ABC / CTV
- Belgique : 30 juillet 2020 sur Auvio
- France : 3 novembre 2020 sur TF1
- Suisse : 31 octobre 2020 sur RTS Un

- Marin Ireland (Vera Bernard)